# Атаманычев, Валентин Иванович
Валентин Иванович Атаманычев (3 июня 1934 — 30 мая 1989) — советский спортсмен-универсал (футбол, хоккей с шайбой, хоккей на траве, хоккей с мячом) и тренер. Мастер спорта СССР (1955). Заслуженный мастер спорта СССР (1957), заслуженный тренер РСФСР (1974), заслуженный тренер СССР (1984 — хоккей на траве).

## Биография
Родился 3 июня 1934 года в Ярославле. Отец погиб на фронте, мать воспитывала Валентина и двух его братьев одна. Один из братьев Владимир — играл за ФК «Шинник». С детства увлекся спортом, играл зимой в хоккей с мячом, летом — в футбол.
Начал играть в 1948 году в Ярославле в детской команде «Спартак», затем в юношеской команде «Локомотив» и взрослой команде «Химик» (Ярославль) в чемпионате РСФСР — 1951/52.
С 1952 года до окончания карьеры играл за СКА (Свердловск).
Награждён юбилейной медалью к 30-летию ИБФ (Международная федерация бенди) (1985). Вошёл в символическую сборную России за 100 лет по версии газеты «Спорт-Экспресс» (1997). Вошёл в список лучших игроков сборных СССР/России за 40 лет участия в чемпионатах мира (1998).
Неплохо играл в футбол, выступал нападающим за команду ОДО (Свердловск) (1954).
Начальник (декабрь 1969—1972) и главный тренер хоккейной команды СКА (1972—1977). Под его руководством СКА стал чемпионом СССР 1974 года, третьим призёром чемпионата СССР 1975 года, обладателем Кубка европейских чемпионов 1974 года, при участии Атаманычева СКА стал чемпионом СССР 1971 года, третьим призёром 1970 года.
Главный тренер второй сборной СССР — 1975 год.
В хоккее на траве начальник (1969 и 1970) и главный тренер команды СКА (1971—1975 и 1977—1983). Под его руководством команда СКА по хоккею на траве стала чемпионом СССР 1980 года, вторым призёром чемпионатов СССР 1977—1979 годов и 1981—1983 годов, вторым призёром Кубка европейских чемпионов 1981 года.
Главный тренер молодёжной сборной СССР по хоккею на траве — 1971—1977 годы.
Сборная РСФСР по хоккею на траве под его руководством стала вторым призёром Спартакиады народов СССР 1979 года.
Тренер футбольных и хоккейных команд КФК «Уралмаш» (Свердловск) в 1984—1989 годах.
Скончался 30 мая 1989 года в Свердловске. Похоронен на Восточном кладбище Екатеринбурга.

## Достижения

### В клубах
- Чемпион СССР (7) — 1956, 1958, 1959, 1960, 1962, 1966, 1968
- Серебряный призёр чемпионата СССР (7) — 1955, 1957, 1961, 1963, 1965, 1967 и 1969
- Бронзовый призёр чемпионата СССР (1) — 1964
- Финалист Кубка СССР 1953
- Победитель Спартакиады народов РСФСР 1961
- Серебряный призёр Спартакиады народов РСФСР 1958
- В списках «22 и 33 лучших» в 1960—1964 и 1968

### В сборной
- Чемпион мира (5) — 1957, 1961, 1963, 1965, 1967
- Серебряный призёр Московского международного турнира 1956
- Лучший бомбардир чемпионатов мира 1957, 1963
- Лучший нападающий чемпионата мира 1961

## Награды
- Орден Знак Почёта
- Медаль «За трудовую доблесть» (30.05.1969)

## Семья
Жена Людмила Ивановна, сын Владимир (1959—2015).

## Память

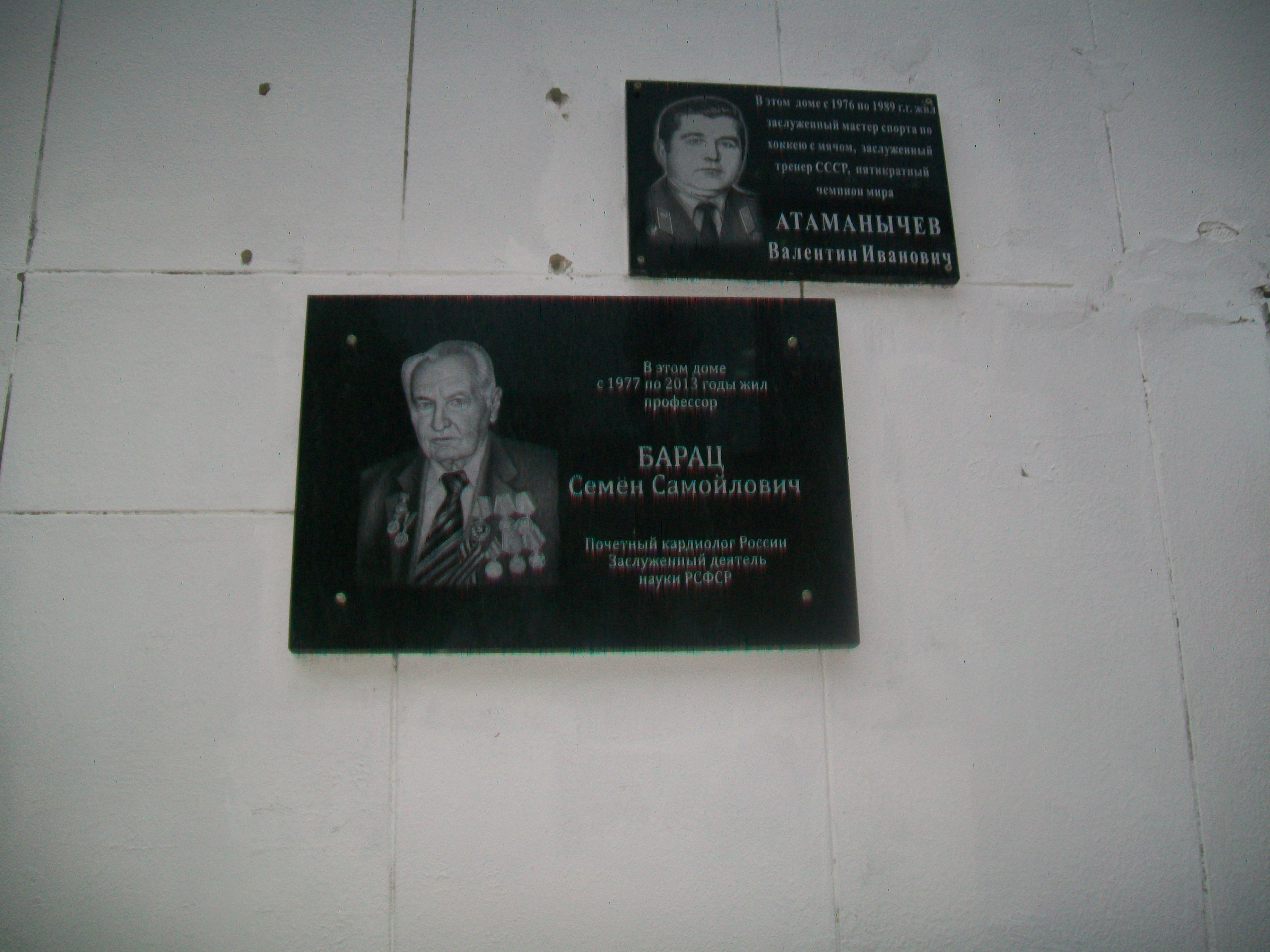
Мемориальные доски на доме в Екатеринбурге. Верхняя в память об Атаманычеве. Сентябрь 2017 года

В 2010 и 2012 годах установлены мемориальные доски на доме, где с 1976 по 1989 годы жил В. И. Атаманычев (улица Мамина-Сибиряка, 54).